# Пухов, Георгий Евгеньевич
Георгий Евгеньевич Пухов (23 августа 1916, Сарапул, Вятская губерния — 3 августа 1998, Киев) — советский учёный. Доктор технических наук (1952), профессор (1954). Академик АН УССР (20.12.1967, член-корреспондент с 1961).
Член КПСС с 1977 года.

## Биография
Окончил с отличием Томский индустриальный институт (1940), выпускник кафедры ЭЛСИ (электрических систем), был зачислен в аспирантуру при кафедре.
Участник Великой Отечественной войны.
В 1944 году защитил кандидатскую диссертацию.
В 1944—1950 годах работал в Львовском политехническом институте), затем в вузах Томска.
С 1953 года работал в Таганрогском радиотехническом институте, где в 1953—1955 годах заведовал кафедрой ТОЭ (теоретических основ электротехники и счётно-решающих устройств), в годы работы в Таганроге тесно сотрудничал с А. В. Каляевым.
С 1957 года работал в Киевском институте инженеров гражданской авиации, где заведовал кафедрой вычислительной техники.
В 1959—1971 годах в Институте кибернетики АН УССР: с 1966 года 1-й заместитель директора. В 1971—1981 годах в Институте электродинамики АН УССР.
В 1981—1988 годах первый директор основанного им Института проблем моделирования в энергетике АН УССР. Ныне институт носит его имя.
Был главным редактором международного научно-технического журнала «Электронное моделирование».
Похоронен в Киеве на Байковом кладбище.

## Награды
- Заслуженный деятель науки УССР (1982);
- Государственная премия УССР в области науки и техники (1982);
- Премия имени С. А. Лебедева АН УССР (1981).

Почётный профессор Таганрогского государственного радиотехнического университета (1991).

## Семья
- Сын — Михаил Георгиевич Пухов.
- Дочь — Галина Георгиевна Пухова.